# Hicham Kharbouch
Hicham Kharbouch (ur. 16 stycznia 1983) – marokański piłkarz, grający na pozycji obrońcy w Wydadzie Fès.

## Kariera klubowa

### KAC Kénitra (2011–2015)
Zaczynał karierę w KACu Kénitra. W tym zespole zadebiutował 30 października 2011 roku w meczu przeciwko Olympique Khouribga, wygranym 0:1, grając cały mecz. W swoim pierwszym sezonie zagrał 17 meczów.
W sezonie 2012/13 wystąpił w 18 spotkaniach.
13 meczów zagrał w sezonie 2013/14.
Pierwszą asystę zaliczył 27 września 2014 roku w meczu przeciwko Chababowi Rif Al Hoceima, wygranym 2:0. Asystował przy golu w 37. minucie. W swoim ostatnim sezonie (2014/15) zagrał 19 meczów i zaliczył asystę.
Łącznie zagrał 67 meczów i miał asystę.

### Wydad Fez (2015–)
15 lipca 2015 roku dołączył do Wydadu Fez.